# Franco Citti
Franco Citti (Roma, 23 de abril de 1935 – 14 de janeiro de 2016) foi um ator italiano. Ficou famoso pela sua interpretação do papel principal do filme Accattone de Pier Paolo Pasolini (em 1961). Em 1967 surgiu no papel principal de  Oedipus Rex, também de Pasolini.
Ficou também célebre pela interpretação de Calò em The Godfather e The Godfather Part III e pela deixa 'In Sicily, women are more dangerous than shotguns'.
O seu irmão foi o cineasta e argumentista Sergio Citti.
Faleceu em Roma em 14 de janeiro de 2016 aos 80 anos.

## Filmografia
- Accattone (1961), Pier Paolo Pasolini
- Mamma Roma (1962), Pier Paolo Pasolini
- Una vita violenta (1962)
- Il giorno più corto (1962), Sergio Corbucci
- Requiescant (1966), Carlo Lizzani
- Édipo Rei (1968), Pier Paolo Pasolini
- Seduto alla sua destra (1968), Valerio Zurlini
- Il magnaccio (1969), Franco De Rosis
- Gli angeli del 2000 (1969)
- La legge dei gangsters (1969)
- Pigsty (1969), Pier Paolo Pasolini
- Ostia (1970), Sergio Citti
- The Decameron (1970 film) (1970), Pier Paolo Pasolini
- Una ragazza di Praga (1971), Sergio Pastore
- I racconti di Canterbury (1972), Pier Paolo Pasolini
- The Godfather (1972), Francis Ford Coppola
- Storie scellerate (1973), Sergio Citti
- Storia de fratelli e de cortelli (1974), Mario Amendola
- Il fiore delle mille e una notte (1974), Pier Paolo Pasolini
- Todo modo (1976), Elio Petri
- Uomini si nasce poliziotti si muore (1976), Ruggero Deodato
- Rome: The Other Side of Violence (1976), Marino Girolami
- Il gatto dagli occhi di giada (1977), Antonio Bido
- Casotto (1978), Sergio Citti
- La luna (1979), Bernardo Bertolucci
- Il minestrone (1981), Sergio Citti
- The Godfather Part III (1990), Francis Ford Coppola
- The Secret (1990)
- Festival (1996), Pupi Avati
- I magi randagi (1996), Sergio Citti
- Il sindaco (1996), Antonio Avati
- Cartoni animati (1998), Franco Citti e Sergio Citti
- Pier Paolo Pasolini e la ragione di un sogno (2001), Laura Betti